# Нададорес
Нададорес (исп. Nadadores) — малый город в Мексике, штат Коауила, входит в состав одноимённого муниципалитета и является его административным центром. Численность населения, по данным переписи 2020 года, составила 4526 человек.

## Общие сведения
В 1674 году францисканскими монахами Франсиско Пеньяско и Хуаном Баррерой была основана миссия Санта-Роса-де-Витербо для евангелизации местных индейцев. Позднее миссия была покинута, пока 6 января 1733 года не была восстановлена для ассимиляции индейцев тлашкальтеков, под названием Нуэстра-Сеньора-де-ла-Викториа-Каса-Фуэрте-де-лос-Нададорес в честь маркиза дома Фуэрте де лос Нададорес на тот момент вице-короля Новой Испании Хуана де Акунья-и-Бехарано.
1 февраля 1866 года название было сокращено до Нададорес, а деревня получила статус вильи.
В 1896 году через городок была проложена железнодорожная линия Монклова — Куатросьенегас.